# Oraș închis
Az oraș închis, vagy néhol oraș-închis (jelentése: „zárt város”) a Ceaușescu-időszak alatt és a 90-es évek elején gyakran használt fogalom volt Romániában.
1968-ban iktatták törvénybe, hogy Románia minisztertanácsa szabályozhatja bizonyos városok lakosságának nemzetiségi arányát.
Lényegében ha zárt városnak minősítettek egy román települést, a román nemzetiségű lakosok oda- és elköltözése zavartalan volt, de a magyar lakosok csak elköltözhettek onnan, oda nem. Eredetileg a román diktátor célja ezzel az volt, hogy minél kevesebb magyar nemzetiségű lakosa legyen a nagyobb városoknak, mint például Kolozsvárnak és Marosvásárhelynek. A friss építésű lakónegyedeket pedig a Maros menti, Zsil völgyi és mezőségi falvakból betelepített románok ezreinek adták, ezzel gyökeresen megváltoztatva a városokban élők etnikai arányát.
A zárt városnak minősített településeken a kormányerők titkosszolgálatai (pl. a Securitate) később etnikai zavargásokat provokáltak ki.